# Royal Rumble (2019)
Cet article concerne l'édition 2019 du pay-per-view Royal Rumble. Pour toutes les autres éditions, voir Royal Rumble.
L'édition 2019 du Royal Rumble est une exhibition évènementielle de catch (lutte professionnelle) télédiffusée et visible uniquement en paiement à la séance. Produit par la World Wrestling Entertainment (WWE), cette soirée a eu lieu le 27 janvier 2019 au Chase Field à Phoenix, en Arizona. Il s'agit de la trente-deuxième édition du Royal Rumble, qui fait partie avec WrestleMania, SummerSlam et les Survivor Series du « Big Four » à savoir « les Quatre Grands », les quatre plus grands, anciens et prestigieux événements que produit la compagnie chaque année. Daniel Bryan et AJ Styles sont les vedettes de l'affiche officielle.
Dix matches, dont sept mettant en jeu les titres de la fédération, ont été programmés. Chacun d'entre eux voit son résultat déterminé par des storylines rédigées par les scénaristes de la WWE dans l'intérêt du spectacle : soit par des rivalités survenues avant l'évènement, soit par des matches de qualification en cas de rencontre pour un championnat. L'événement a mis en vedette les catcheurs des divisions Raw et SmackDown, créées en 2002 lors de la séparation du personnel de la WWE en deux promotions distinctes.
Le main-event de la soirée est le 30-Men Royal Rumble match, une bataille royale opposant 30 catcheurs durant un combat dont la particularité est que ces derniers au départ ne sont que deux, et qu'un nouvel entrant arrive toutes les 90 secondes, de façon régulière et nonobstant le nombre de lutteurs encore présents sur le ring, jusqu'à ce que les 30 participants aient fait leur entrée. Comme pour une bataille royale standard, un candidat est éliminé si, après être passé par-dessus la troisième corde du ring, ses deux pieds touchent le sol. Seth Rollins remporte le match en éliminant Braun Strowman en dernier, s'adjugeant ainsi un match de championnat pour WrestleMania 35. Le second Royal Rumble match féminin de l'histoire voit Becky Lynch, qui a perdu plus tôt dans la soirée son match de championnat contre Asuka pour la ceinture féminine de SmackDown, remporter la bataille royale en éliminant Charlotte Flair en dernier. Elle s'offre donc le choix d'affronter soit Ronda Rousey pour le championnat féminin de Raw, soit Asuka pour le championnat féminin de SmackDown à WrestleMania. La rencontre pour le championnat de la WWE voit Daniel Bryan conserver son titre face à AJ Styles, et celle pour le championnat Universel voit Brock Lesnar battre Finn Bálor.

## Contexte
Les spectacles de la World Wrestling Entertainment en paiement à la séance sont constitués de matches aux résultats prédéterminés par les scénaristes de la WWE. Ces rencontres sont justifiées par des storylines — une rivalité avec un catcheur, la plupart du temps — ou par des qualifications survenues dans les émissions de la WWE telles que Raw, SmackDown, NXT et 205 Live. Tous les catcheurs possèdent un gimmick, c'est-à-dire qu'ils incarnent un personnage gentil ou méchant, qui évolue au fil des rencontres. Un évènement en pay-per-view comme le Royal Rumble, sert donc de plaque tournante pour les différentes storylines en cours.

### Brock Lesnar (c) vs Finn Bálor
La rivalité (feud) prédominante de la division Raw oppose Brock Lesnar à Finn Bálor pour WWE Universal Championship (le championnat Universel). Tout commence lors de l'épisode de Raw du 14 janvier 2019. Braun Strowman, l'adversaire initial de Lesnar pour le Royal Rumble, se fait retirer le match de championnat après avoir détruit la limousine de Vince McMahon, le condamnant par la même occasion à payer une amende de 100 000 $. Vince McMahon organise par la suite un Fatal Four Way match entre Finn Bálor, John Cena, Drew McIntyre et Baron Corbin. Avant le match, cependant, Bálor a battu l'ancien champion de la WWE Jinder Mahal et peut donc déterminer quel catcheur aura sa place dans le Fatal Four Way. Bálor remporta par la suite ledit combat à quatre et s'adjuge l'occasion d'affronter Lesnar au Royal Rumble.

### Fatal-4 Way pour leWWE Cruiserweight Championship(Championnat Poids Moyens de la WWE)
Lors de l'épisode du 26 décembre 2018 de 205 Live, le général manager, Drake Maverick, a déclaré que Buddy Murphy défendra le WWE Cruiserweight Championship au Royal Rumble dans un fatal 4-way match et contre des adversaires à décider dans des matches de qualification. Lors de l'épisode de 205 Live du 2 janvier 2019, Kalisto et Akira Tozawa se sont qualifiés pour le match en battant Lio Rush et Drew Gulak, respectivement.

### Daniel Bryan (c) vs AJ Styles
La rivalité (feud) prédominante de la division SmackDown oppose Daniel Bryan à AJ Styles pour WWE Championship (le championnat de la WWE); Tout commence lors de l'épisode de SmackDown du 14 novembre 2018 lorsque Daniel Bryan a battu AJ Styles pour remporter le WWE Championship. Á TLC, Daniel Bryan bat AJ Styles pour conserver son WWE Championship . Lors de l'épisode du 1er janvier 2019 de SmackDown, AJ Styles gagne une opportunité pour le WWE Championship au Royal Rumble face à Daniel Bryan en battant Randy Orton, Mustafa Ali, Rey Mysterio, et Samoa Joe dans un fatal five-way match.

### Asuka (c) vs Becky Lynch
À TLC, Asuka a battu Becky Lynch et Charlotte Flair dans un triple threat tables, ladders and chairs match, pour remporter le SmackDown Women's Championship. À Raw la nuit suivante, la famille McMahon (Vince McMahon, Stephanie McMahon, Shane McMahon et Triple H) a annoncé qu’il s'occupait et mettrait dans le droit chemin Raw et SmackDown et que les anciens champions n’auraient plus de match revanche, ce qui signifie que Lynch ne recevrait pas une revanche pour le titre mais devrait en gagner un. Après avoir plaidé d'avoir un match revanche devant Triple H le 1er janvier 2019 à SmackDown, un triple threat match entre Lynch, Flair et Carmella est prévu la semaine suivante pour déterminer la challenger d'Asuka au Royal Rumble, qui a été remporté par Lynch.

### Ronda Rousey (c) vs Sasha Banks
À TLC, Ronda Rousey a conservé le Raw Women's Championship contre Nia Jax. Lors de l'épisode de Raw du 7 janvier, Rousey est apparue dans la nouvelle émission d'Alexa Bliss, "A Moment of Bliss", et a déclaré qu'elle voulait ensuite faire face à Sasha Banks. Jax l'interrompit, déclarant qu'elle voulait une revanche contre Rousey. Banks a été impressionné par les commentaires de Rousey et a défié Jax en match dans lequel la vainqueur affrontera Rousey au Royal Rumble pour le Raw Women's Championship. Sasha Banks remporte le match et obtient une opportunité d'affronter Ronda Rousey pour le Raw Women's Championship au Royal Rumble.

### The Bar vs The Miz & Shane McMahon
À Crown Jewel, Shane McMahon a remporté la Coupe du Monde de la WWE, remplaçant The Miz dans la finale, jugé incapable de combattre à cause d'une blessure. Après cela, The Miz a commencé à convaincre Shane pour former, affirmant qu'ils pourraient être la meilleure équipe au monde. Shane a finalement accepté, et lors de l'épisode du SmackDown du 8 janvier 2019, The Miz a défié The Bar (Cesaro et Sheamus) pour avoir un SmackDown Tag Team Championship match au Royal Rumble, The Bar a accepté.

### Rusev (c) vs Shinsuke Nakamura
Lors des enregistrements de SmackDown du 18 décembre 2018, Rusev bat Shinsuke Nakamura pour le WWE United States Championship (le match est diffusé le 25 décembre). Lors de l'épisode du 1er janvier 2019, Rusev et son épouse Lana célébraient la victoire de Rusev et Nakamura attaquerait Rusev (Lana se blessant également dans la bagarre). Dans l'épisode de SmackDown Live du 15 janvier 2019, il a été annoncé que Nakamura obtiendrait son match revanche pour le titre contre Rusev au Royal Rumble.

### Royal Rumble match masculin et  féminin
Comme le veut la tradition depuis la toute première édition de 1988, l'évènement en pay-per-view comporte un Royal Rumble match, dont le grand vainqueur obtient une chance pour un match de championnat mondial à WrestleMania 35, l’événement phare de l'année. À la suite du retour de la Brand Extension une nouvelle stipulation a été ajoutée : lors de l'ancienne Brand Extension, le vainqueur pouvait choisir pour quel championnat mondial il combattrait quel que soit sa division. Le vainqueur comme pour les années précédentes aura un match pour le titre mondial de son choix et non de sa division. 
Depuis 2018, le pay-per-view comporte deux Royal Rumble match un masculin et un féminin, dont le grand vainqueur obtiendra une chance pour un match de championnat mondial à WrestleMania, l’événement phare de l'année.
Á TLC: Tables, Ladders & Chairs, Fabulous Truth (Carmella et R-Truth) ont battu Mahalicia (Alicia Fox et Jinder Mahal) (avec The Singh Brothers) par soumission pour remporter la deuxième saison du Mixed Match Challenge. Et ils rentront en 30e position au Royal Rumble matches féminin et masculin.
À Crown Jewel, Brock Lesnar a battu Braun Strowman pour reprendre le Universal Championship alors vacant, en partie grâce à Baron Corbin, général manager par intérim de Raw. À TLC, Strowman bat Corbin dans un Tables, Ladders and Chairs match, ce qui veut dire que Corbin est viré de son poste de général manager par intérim et Strowman obtient un Universal Championship match contre Lesnar au Royal Rumble. Lors de l'épisode de Raw du 14 janvier, Corbin a confronté Strowman et l'a insulté, menant à une poursuite au parking où Corbin s'est caché dans une limousine. Strowman a brisé la vitre de la limousine et casse la portière arrière, mais le président de la WWE, Vince McMahon, s'est relevé, révélant que c'était sa limousine. McMahon a ensuite condamné Strowman à une amende de 100 000 dollars. Strowman s'est ensuite disputé avec McMahon, qui a ensuite annulé son match contre Lesnar au Royal Rumble. Strowman en colère commença à retourner la limousine.

## Tableau des matches
| Ordre par numéros | Résultat                                                                      | Stipulation(s) | Temps   |
| --- | ----------------------------------------------------------------------------- | --- | ------- |
| 1P | Bobby Roode et Chad Gable battent Rezar et Scott Dawson (avec Drake Maverick) | Tag team match Si Rezar et Scott Dawson l’emportent, ils obtiendront une opportunité pour le titre Tag Team de Raw détenu par Roode et Gable. | 6:55    |
| 2P | Shinsuke Nakamura bat Rusev (c) (avec Lana)                                   | Match simple pour le WWE United States Championship                                                                                           | 10:15   |
| 3P | Buddy Murphy (c) bat Kalisto, Akira Tozawa et Hideo Itami                     | Fatal-4 Way match pour le WWE Cruiserweight Championship                                                                                      | 12:15   |
| 4 | Asuka (c) bat Becky Lynch                                                     | Match simple pour le WWE SmackDown Women's Championship                                                                                       | 17:10   |
| 5 | The Miz & Shane McMahon battent The Bar (Cesaro et Sheamus) (c)               | Tag team match pour le WWE SmackDown Tag Team Championship>                                                                                   | 13:20   |
| 6 | Ronda Rousey (c) bat Sasha Banks                                              | Match simple pour le WWE Raw Women's Championship                                                                                             | 13:55   |
| 7 | Becky Lynch gagne en éliminant en dernière Charlotte Flair                    | 30-woman Royal Rumble pour un match de championnat à WrestleMania 35                                                                          | 1:12:00 |
| 8 | Daniel Bryan (c) bat AJ Styles                                                | Match simple pour le WWE Championship | 24:35   |
| 9 | Brock Lesnar (c) (avec Paul Heyman) bat Finn Bálor                            | Match simple pour le WWE Universal Championship                                                                                               | 8:40    |
| 10 | Seth Rollins gagne en éliminant en dernier Braun Strowman                     | 30-man Royal Rumble match pour un match de championnat à WrestleMania 35                                                                      | 57:35   |
| La lettre C placée entre parenthèses désigne la personne ou l’équipe championne en titre. P – indique que le match a eu lieu lors du pré-show |                                                                               | |         |

### Les participantes au Royal Rumble match féminin
- Raw
 - SmackDown
 - NXT ou NXT UK
 - la vainqueresse.
| Numéro | Entrante        | Division  | Ordre d'élimination | Éliminée par              | Temps | Elimination(s) |
| ------ | --------------- | --------- | ------------------- | ------------------------- | ----- | -------------- |
| 1      | Lacey Evans     | NXT       | 11                  | Charlotte                 | 29:20 | 2              |
| 2      | Natalya         | Raw       | 23                  | Nia Jax                   | 56:01 | 2              |
| 3      | Mandy Rose      | SmackDown | 9                   | Naomi                     | 25:50 | 1              |
| 4      | Liv Morgan      | Raw       | 1                   | Natalya                   | 00:08 | 0              |
| 5      | Mickie James    | Raw       | 2                   | Tamina                    | 11:38 | 0              |
| 6      | Ember Moon      | Raw       | 24                  | Alexa Bliss               | 52:23 | 0              |
| 7      | Billie Kay      | SmackDown | 4                   | Lacey Evans               | 08:38 | 1              |
| 8      | Nikki Cross     | NXT       | 3                   | Billie Kay & Peyton Royce | 09:00 | 0              |
| 9      | Peyton Royce    | SmackDown | 5                   | Lacey Evans               | 08:38 | 1              |
| 10     | Tamina          | Raw       | 7                   | Charlotte                 | 08:22 | 1              |
| 11     | Xia Li          | NXT       | 6                   | Charlotte                 | 04:48 | 0              |
| 12     | Sarah Logan     | Raw       | 8                   | Natalya & Kairi Sane      | 05:38 | 0              |
| 13     | Charlotte Flair | SmackDown | 29                  | Becky Lynch               | 50:01 | 5              |
| 14     | Kairi Sane      | NXT       | 15                  | Ruby Riott                | 17:00 | 1              |
| 15     | Maria Kanellis  | Raw       | 12                  | Alicia Fox                | 08:12 | 0              |
| 16     | Naomi           | SmackDown | 10                  | Mandy Rose                | 01:28 | 1              |
| 17     | Candice LeRae   | NXT       | 14                  | Ruby Riott                | 09:35 | 0              |
| 18     | Alicia Fox      | Raw       | 13                  | Ruby Riott                | 06:55 | 1              |
| 19     | Kacy Catanzaro  | NXT       | 16                  | Rhea Ripley               | 10:45 | 0              |
| 20     | Zelina Vega     | SmackDown | 18                  | Rhea Ripley               | 11:42 | 0              |
| 21     | Ruby Riott      | Raw       | 20                  | Bayley                    | 13:08 | 3              |
| 22     | Dana Brooke     | Raw       | 17                  | Rhea Ripley               | 07:17 | 0              |
| 23     | Io Shirai       | NXT       | 22                  | Nia Jax                   | 13:21 | 0              |
| 24     | Rhea Ripley     | NXT UK    | 21                  | Bayley                    | 07:55 | 3              |
| 25     | Sonya Deville   | SmackDown | 19                  | Alexa Bliss               | 04:26 | 0              |
| 26     | Alexa Bliss     | Raw       | 25                  | Carmela & Bayley          | 12:59 | 2              |
| 27     | Bayley          | Raw       | 27                  | Charlotte & Nia Jax       | 14:27 | 3              |
| 28     | Becky Lynch     | SmackDown | —                   | Vainqueur                 | 13:20 | 2              |
| 29     | Nia Jax         | Raw       | 28                  | Becky Lynch               | 11:59 | 3              |
| 30     | Carmella        | SmackDown | 26                  | Charlotte                 | 07:12 | 1              |

### Les participants au Royal Rumble match masculin
- Raw
 - SmackDown
 - NXT 
 - NXT UK 
 - Hall of Fame
 - le vainqueur.
| Numéro | Entrant           | Division     | Ordre d'élimination | Éliminé par       | Temps | Elimination(s) |
| ------ | ----------------- | ------------ | ------------------- | ----------------- | ----- | -------------- |
| 1      | Elias             | Raw          | 5                   | Seth Rollins      | 15:07 | 1              |
| 2      | Jeff Jarrett      | Hall of Fame | 1                   | Elias             | 01:19 | 0              |
| 3      | Shinsuke Nakamura | SmackDown    | 8                   | Mustafa Ali       | 17:46 | 1              |
| 4      | Kurt Angle        | Raw          | 2                   | Shinsuke Nakamura | 03:15 | 0              |
| 5      | Big E             | SmackDown    | 4                   | Samoa Joe         | 06:01 | 0              |
| 6      | Johnny Gargano    | NXT          | 9                   | Dean Ambrose      | 13:50 | 1              |
| 7      | Jinder Mahal      | Raw          | 3                   | Johnny Gargano    | 00:29 | 0              |
| 8      | Samoa Joe         | SmackDown    | 14                  | Mustafa Ali       | 23:43 | 3              |
| 9      | Curt Hawkins      | Raw          | 7                   | Samoa Joe         | 04:09 | 1              |
| 10     | Seth Rollins      | Raw          | —                   | Vainqueur         | 43:00 | 3              |
| 11     | Titus O'Neil      | Raw          | 6                   | Curt Hawkins      | 00:05 | 0              |
| 12     | Kofi Kingston     | SmackDown    | 12                  | Drew McIntyre     | 08:53 | 0              |
| 13     | Mustafa Ali       | SmackDown    | 23                  | Nia Jax           | 30:00 | 2              |
| 14     | Dean Ambrose      | Raw          | 13                  | Aleister Black    | 12:42 | 1              |
| 15     | No Way Jose       | Raw          | 10                  | Samoa Joe         | 00:02 | 0              |
| 16     | Drew McIntyre     | Raw          | 22                  | Dolph Ziggler     | 20:06 | 3              |
| 17     | Xavier Woods      | SmackDown    | 11                  | Drew McIntyre     | 00:03 | 0              |
| 18     | Pete Dunne        | NXT UK       | 17                  | Drew McIntyre     | 11:13 | 0              |
| 19     | Andrade           | SmackDown    | 27                  | Braun Strowman    | 26:31 | 1              |
| 20     | Apollo Crews      | Raw          | 15                  | Baron Corbin      | 05:47 | 0              |
| 21     | Aleister Black    | NXT          | 16                  | Baron Corbin      | 06:09 | 1              |
| 22     | Shelton Benjamin  | SmackDown    | 20                  | Braun Strowman    | 09:21 | 0              |
| 23     | Baron Corbin      | Raw          | 19                  | Braun Strowman    | 07:19 | 2              |
| 24     | Jeff Hardy        | SmackDown    | 21                  | Braun Strowman    | 07:06 | 0              |
| 25     | Rey Mysterio      | SmackDown    | 25                  | Randy Orton       | 12:30 | 1              |
| 26     | Bobby Lashley     | Raw          | 18                  | Seth Rollins      | 00:13 | 0              |
| 27     | Braun Strowman    | Raw          | 29                  | Seth Rollins      | 14:39 | 5              |
| 28     | Dolph Ziggler     | Raw          | 28                  | Braun Strowman    | 11:34 | 1              |
| 29     | Randy Orton       | SmackDown    | 26                  | Andrade           | 05:56 | 1              |
| 30     | Nia Jax           | Raw          | 24                  | Rey Mysterio      | 03:11 | 1              |